# Ahab
Ahab är ett mansnamn med bibliskt ursprung. Namnet är ovanligt i Sverige.

## Personer med namnet
- Ahab, en biblisk kung som dyrkade falska gudar, se Achav

## Fiktiva
- Ahab (profet), en profet i Jeremias bok
- Kapten Ahab, huvudperson i Herman Melvilles roman Moby Dick från 1851.